# José Nepomuceno

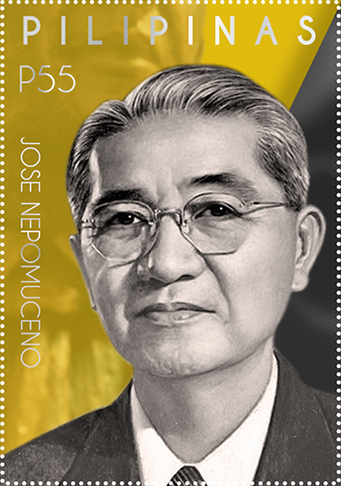
José Nepomuceno

Jose Z. Nepomuceno (Manilla, 15 mei 1893 - 1 december 1959) was een Filipijns filmmaker en producent. Nepomuceno was een pionier in de Filipijnse filmindustrie en wordt daarom wel de "vader van de Filipijnse film" genoemd.

## Biografie
José Nepomuceno werd geboren op 15 mei 1893 in de Filipijnse hoofdstad Manilla. Zijn ouders waren Jose Nepomuceno en Teafila Zialcita. Na het behalen van zijn bachelor of arts-diploma aan het San Beda College in Manilla studeerde Nepomuceno schilderkunst en elektrotechniek. Hij ontwikkelde tot een uitstekende fotograaf en had zijn eigen studio, genaamd "Electro Photo Studio Parhelio", aan de Plaza Goiti in Manilla. hij zag echter meer toekomst in de filmindustrie, verkocht zijn studio en ging zich als eerste Filipino richten op met maken van films. In 1917 richtte hij Malayan Movies op. De eerste twee jaar experimenteerde hij er flink op los. Ook maakte hij korte educatieve films voor Pathe News en filmde hij grote nieuwswaardige zaken voor Paramount News. Twee jaar later kwam hij met zijn eerste film Dalagang Bukid, een stomme film die was gebaseerd op de gelijknamige populaire zarzuela van Hermogenes Ilagan. De hoofdrollen waren voor Atang de la Rama en Marceliano Ilagan, die ook in de zarzuella de hoofdrollen speelden. De film was voorzien van Engelstalige, Spaanstalige en Tagalog ondertitels en werd met name beroemd vanwege de erg populair titelsong Nabasag and Banga. Na deze eerste film maakte hij enkele films met Spaanse ondertitels. Nadien ging hij samenwerken met Vicente Salumbides. Zijn film Tatlong Hambog shockeerde de Filipijnen, want het was de eerste Filipijnse film met gepassioneerde zoenscenes erin. Vanaf 1928 stopte Nepomuceno met films maken en richtte hij zich op het produceren van films, zoals het veel geroemde Noli Me Tangere (1930) en de eerste film met geluid in de Filipijnen, Punyal ma Ginto (1932). Daarna volgden meer geluidsfilms, zoals 'Dr. Kuba', Teniente Rosario', 'Diwata ng Karagatan',Sa Paanan ng Kruz', 'Ang Maya', 'Punit na Bandila', 'Leron-Leron Sinta', 'Anak Dalita' en 'Biak na Bato'.
José Nepomuceno staat bekend als de ontdekker van vele beroemde Filipijnse acteurs en actrices zoals: Rogelio de la Rosa, Leopoldo Salcedo, Carlos Padilla sr. en Jose Padilla jr., Fernando Poe, Rosa del Rosario, Lucita Goyena, Elsa Oria, Corazon Noble, Rosario Moreno en Mila del Sol.
Neponumceno overleed in 1959 op 66-jarige leeftijd. Hij was getrouwd met Isabel Acuña. Samen kregen ze acht kinderen, 1 meisje en zeven jongens.